# Азербайджанские сказки

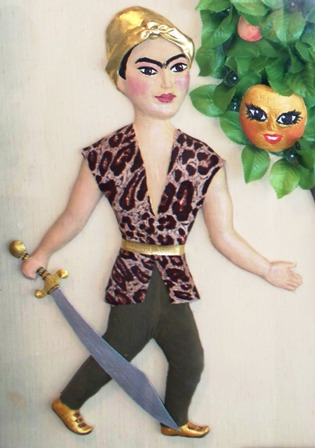
Мелик Мамед — главный герой одноимённой азербайджанской сказки

Азербайджанские сказки — произведения устного творчества азербайджанского народа. Они разнообразны по содержанию и богаты по форме. В азербайджанских сказках нашло отображение прошлое азербайджанского народа, его духовно-моральные и общественно-философские воззрения. Лейтмотив ряда волшебных сказок (таких как «Симан») составляют борьба против местных и иноземных угнетателей. Сказки донесли до наших дней древнейшие народные традиции и обычаи. В них запечатлены картины природы Азербайджана, его зеленые луга и пастбища, величественные горы, журчащие реки, цветущие сады и мн.др.

## Из истории азербайджанских сказок

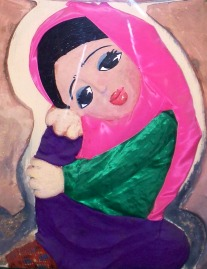
Гекчек Фатма — одна из главных героинь азербайджанских сказок

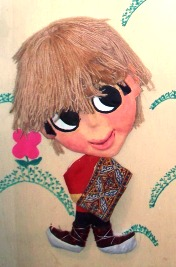
Джыртдан — один из главных героев азербайджанских сказок

Фантастические мотивы азербайджанских народных сказок прослеживаются в некоторых эпизодах огузского героического эпоса «Китаби деде Коркут» («Книга моего деда Коркута»).

## Персонажи азербайджанских сказок
Самым популярным среди детей в Азербайджане положительным сказочным героем является Джыртдан, что в переводе с азербайджанского языка означает — маленький, карликовый. О Джыртдане, которого отличает национальное своеобразие, смекалка, смелость и храбрость, придумано немало сказок. Он может быть одновременно и лентяем, заставляя других деревенских мальчишек нести его на спине в лес, отправляясь за дровами, но может быть также очень смелым при встрече другого популярного персонажа азербайджанских сказок — Дива (чудище, великан). При встрече с Дивом, маленький Джыртдан обретает львиную отвагу и храбрость и оказывается самым смелым и ловким среди остальных ребятишек.

## Виды азербайджанских сказок
По своей сути и по содержанию азербайджанские сказки условно делятся на три вида: «сказки о животных», «сказки о простых людях» и «волшебные сказки».
Сказки из мира животных в азербайджанском фольклоре сравнительно немногочисленны. По действующим в них лицам они подразделяются на две основные группы: сказки, весь персонаж которых состоит из животных, и сказки, в которых участвуют люди и животные. Эти сказки в большинстве своём весьма кратки, нравоучительны и остроумны. В них, как и в баснях, под животными подразумеваются люди. Излюбленный приём таких сказок — противопоставление двух аллегорических образов: лисы
— волку. шакала — петуху, медведя — льву и т. д..

## Азербайджанские сказки за рубежом

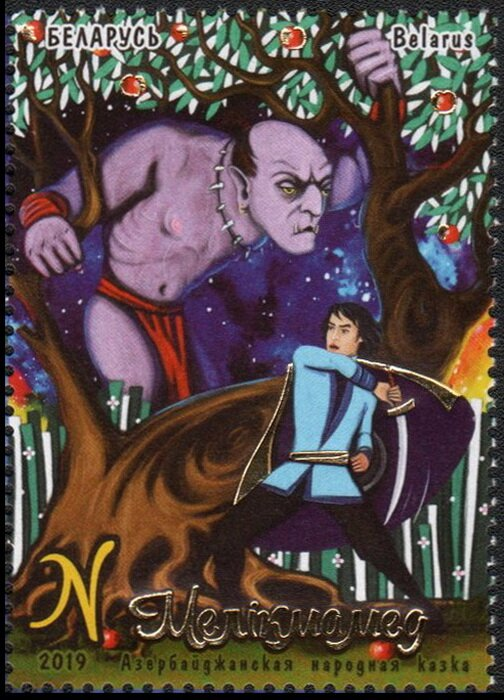
Почтовая марка Беларуси

По инициативе посольства Азербайджана в Германии в берлинском издательстве «Verlag Dr. Koster» увидело свет второе издание книги «Азербайджанские народные сказки». Автором и переводчиком книги является австрийский азербайджановед Лилиана Гримм, знакомство с Азербайджаном которой состоялось на выставке азербайджанских художников в Вене. В книгу вошли семнадцать азербайджанских народных сказок и притча Абдуллы Шаига «Паломничество лисы».

## Персонажи
| - Джыртдан |  | - Тык-тык Ханым |  | - Тепегёз |  | - Мелик-Мамед |  | - Овчу-Пирим |  | - Гекчек Фатма |